# ESC West Kaiserslautern
Der Eisenbahner-Sportclub West Kaiserslautern e. V. war ein deutscher Sportverein mit Sitz in der rheinland-pfälzischen Stadt Kaiserslautern. Der Verein musste im Jahr 2017 Insolvenz anmelden.

## Geschichte

### Fußball

#### Zeit in der zweiten und dritten Liga
Die Fußball-Mannschaft des Vereins stieg zur Saison 1950/51 in die damals zweitklassige Landesliga Westpfalz auf. Am Ende dieser Spielzeit belegte die Mannschaft mit 28:24 Punkten den fünften Platz. Die nächste Saison beendete die Mannschaft dann als Meister, wobei die Mannschaft jedoch nicht in die II. Division aufstieg. Jedoch qualifizierte sich die Mannschaft damit für die 1. Amateurliga Südwest zur kommenden Saison. Ebenfalls qualifizierte sich das Team damit für die Deutsche Amateurmeisterschaft 1952. Nach einem 5:1 bei Viktoria Alsdorf, war aber bereits nach der Vorrunde Schluss. Die erste Saison in der 1. Amateurliga schloss die Mannschaft dann auch nur mit 30:30 Punkten auf dem zehnten Platz. Zur nächsten Saison konnte sich die Mannschaft zwar auf den neunten Platz verbessern. Nach der Saison 1954/55 platzierte sich die Mannschaft jedoch wieder nur auf dem zwölften Platz. In der nächsten Saison ging es aber in die komplett andere Richtung und die Mannschaft erreichte mit 36:24 Punkten den Vizemeistertitel. Eine erneute sportliche Kehrtwende endete dann am Ende der Saison 1956/57 mit dem 28:32 Punkten auf dem 13. Platz, womit von der Position her die Klasse knapp, von den Punkten aber mit noch etwas Abstand gehalten werden konnte. Die Saisons 1957/58 und 1958/59 wurden dann im Mittelfeld beendet. Nach der Spielzeit 1959/60 ging es dann aber mit 14:46 Punkten über den letzten Platz der Tabelle zur nächsten Saison runter in die 2. Amateurliga.

#### 2000er Jahre
In der Saison 2003/04 spielte der Verein in der Kreisliga Kaiserslautern und belegte dort mit 47 Punkten den neunten Platz. Nach der nächsten Saison gelang dann mit 82 Punkten die Meisterschaft in der Kreisliga. Ab der Saison 2005/06 trat der Verein somit in der Bezirksklasse Nord an und belegte mit 63 Punkten gleich den dritten Platz. Über den vorletzten Platz mit 32 Punkten stieg die Mannschaft allerdings dann nach der Saison 2006/07 wieder in die Kreisliga ab. Zurück in der Kreisliga, gelang mit 75 Punkten aber auch in der Folgesaison die Meisterschaft und damit der direkte Wiederaufstieg. In der Bezirksklasse ging es dann mit 43 Punkten auf den sechsten Platz. Aus der Kreisliga wurde dann zur Saison 2013/14 die A-Klasse, aus der die Mannschaft mit nur neun Punkten nach dieser Saison dann auch abstieg. Nach der nächsten Saison landete die Mannschaft in der B-Klasse dann mit 40 Punkten auf dem neunten Platz. Dort war die Mannschaft dann bis zum 20. Spieltag der Saison 2016/17 aktiv. Danach meldete der Verein Insolvenz an und alle bisher gespielten Spiele in dieser Saison wurden annulliert.

#### Bekannte ehemalige Spieler
- Uwe Fuchs

### Insolvenz
Nach der Insolvenz des im April 2017 Vereins und der Eröffnung des Insolvenzverfahrens am 15. September wurde der Sportplatz vom SV Morlautern gepachtet.